# Домашние животные

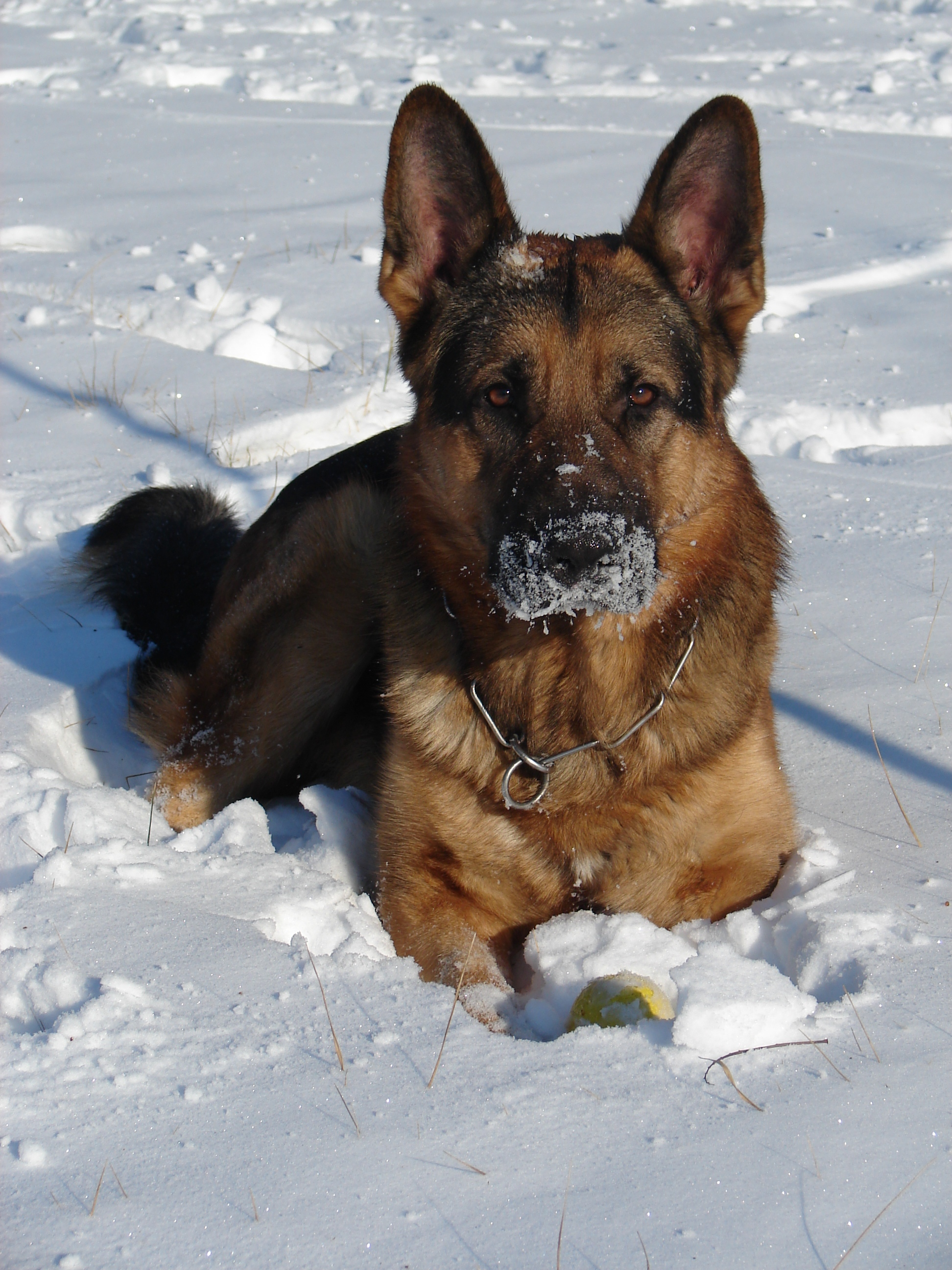
Собака породы немецкая овчарка

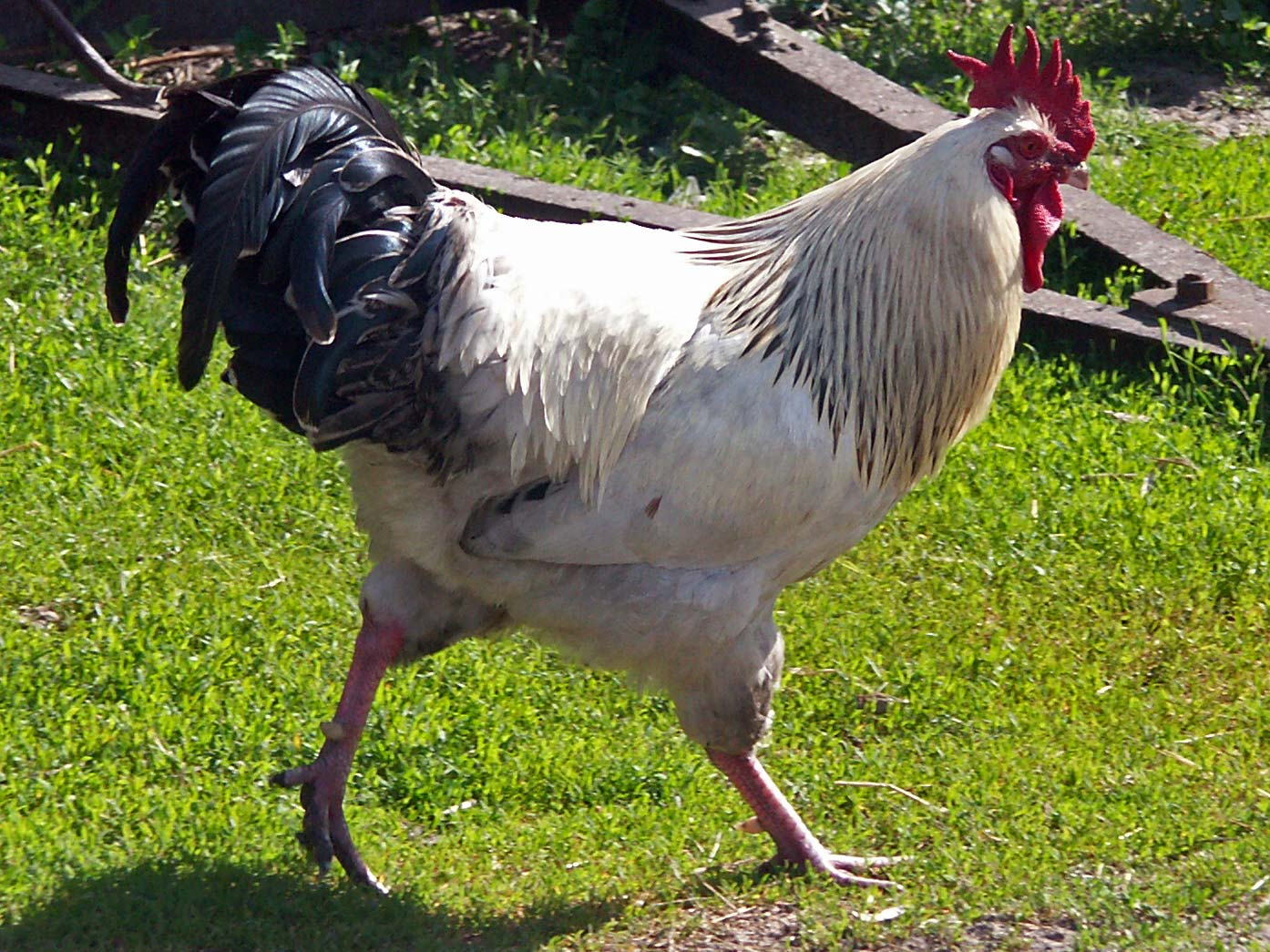
Петух породы суссекс

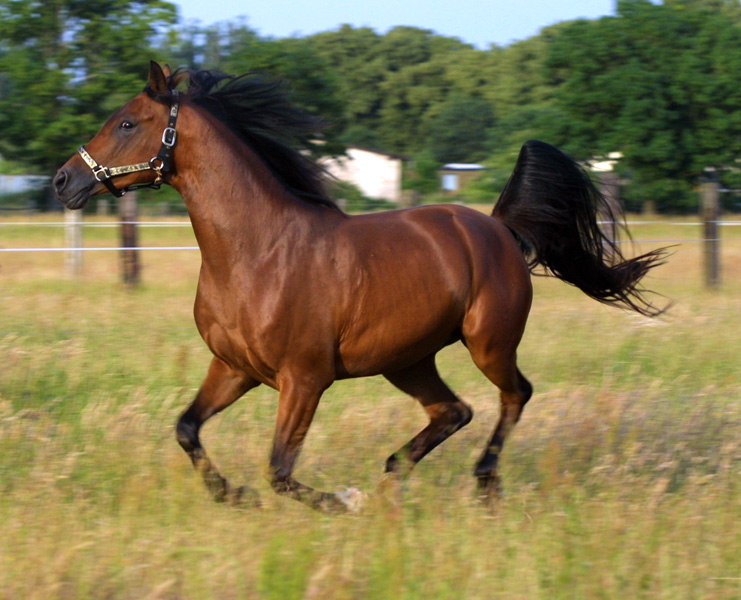
Арабский скакун

Дома́шние живо́тные — животные, которые были одомашнены человеком разумным и которых он содержит, предоставляя им кров и пищу. Они приносят ему пользу либо как источник материальных благ и услуг, либо как животные-компаньоны, скрашивающие его досуг. Множество домашних животных легко размножаются. Проводя селекцию, человек может контролировать их размножение и признаки, которые они передают своему потомству.

## Общая характеристика

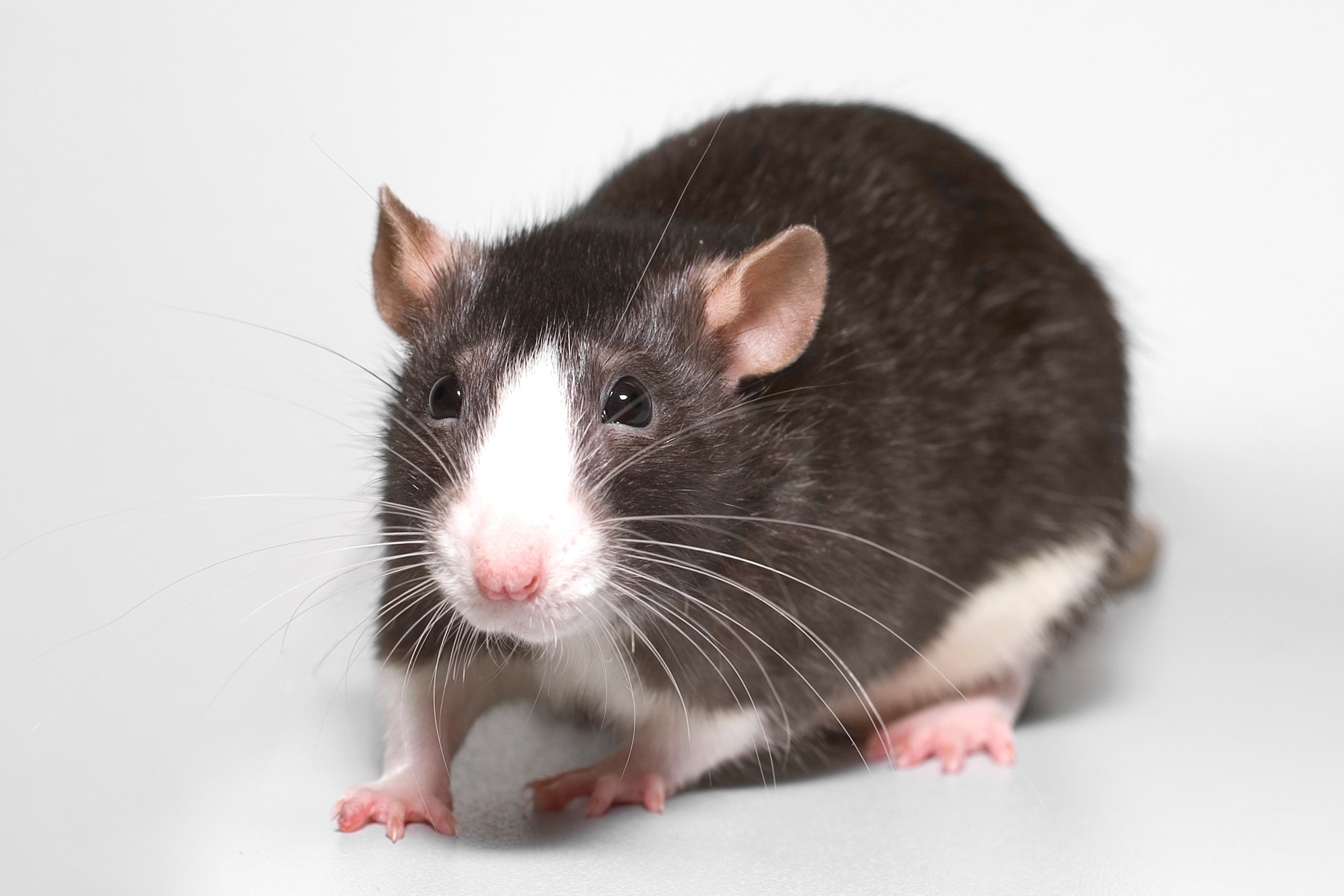
Крыса

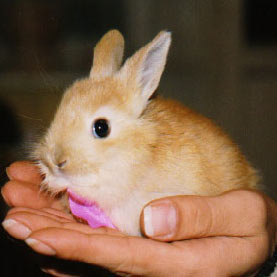
Кролик

Часть домашних животных (сельскохозяйственные животные) приносит непосредственную материальную выгоду человеку, например, являясь источником пищи (молоко, мясо), материалов (шерсть, кожа). Другие животные (рабочий скот и служебные животные) приносят пользу человеку, выполняя рабочие функции (перевозка грузов, охрана и т. п.).
Вторая большая категория — это животные-компаньоны, которые занимают досуг, доставляют удовольствие и с которыми можно общаться. Для городских жителей понятие «домашние животные» чаще ассоциируется со второй категорией, то есть с «домашними любимцами (питомцами)». Многие семьи, которые держат дома каких-нибудь животных, отмечают, что эти животные создают уют, успокаивают, снимают стресс.
Следует учитывать, что животные одной и той же породы могут нередко использоваться в различных целях. Например, кто-то разводит кроликов для заготовки мяса и меха, а кто-то держит кролика дома как любимчика. Некоторые отходы жизнедеятельности животного-компаньона можно использовать в качестве незначительного производственного сырья. Так, от длинношёрстной собаки, а также кошки или кролика, можно собирать некоторое количество шерсти и использовать для вязки тёплой одежды для себя или членов семьи. Перья домашних птиц используют для декоративных поделок и изобразительного искусства.

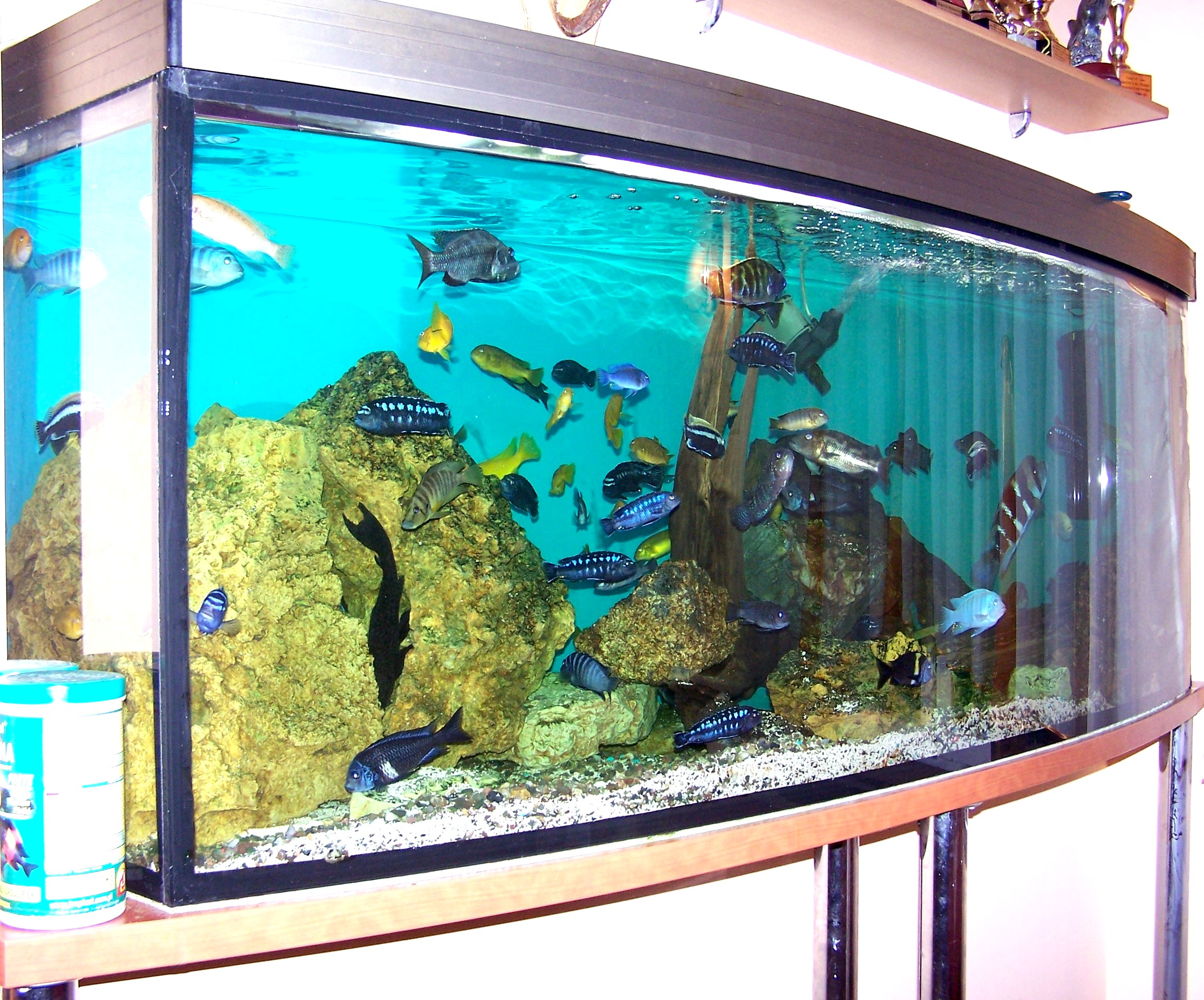
Аквариумные рыбы

Домашние животные могут содержаться в специальных помещениях (скотный двор, конюшня, собачья будка), но могут жить и непосредственно в доме человека. Из тех животных, которые живут в доме, одних содержат в клетках, аквариумах, террариумах и других «домиках», а другим (например, кошкам, собакам, кроликам) разрешают свободно перемещаться по помещению.

Кошка

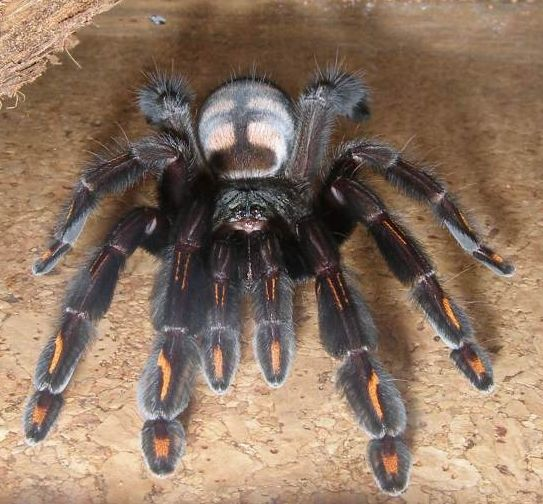
Паук-птицеед

Домашние животные в развитых странах питаются, в основном, коммерчески созданными кормами из специально подобранных компонентов. Это комбикорма для сельскохозяйственных животных, кошачьи или собачьи корма. Данные корма не только удобны в использовании, но и обеспечивают животное всеми необходимыми веществами. Однако для ряда домашних животных, в частности большинства земноводных и рептилий, такие корма не подходят. Их рацион в домашних условиях должен быть максимально приближен к естественному.
Кроме домашних животных в доме могут находиться и нежелательные жильцы — домовые животные. Они селятся в жильё или около жилья человека без приглашения, не принося никакой пользы и подчас доставляя много вреда. Это, например, крысы, мыши, тараканы, муравьи, дикие кошки. Домовые животные входят в более обширную группу синантропных животных, обитающих вблизи жилища человека.

## Размножение в неволе

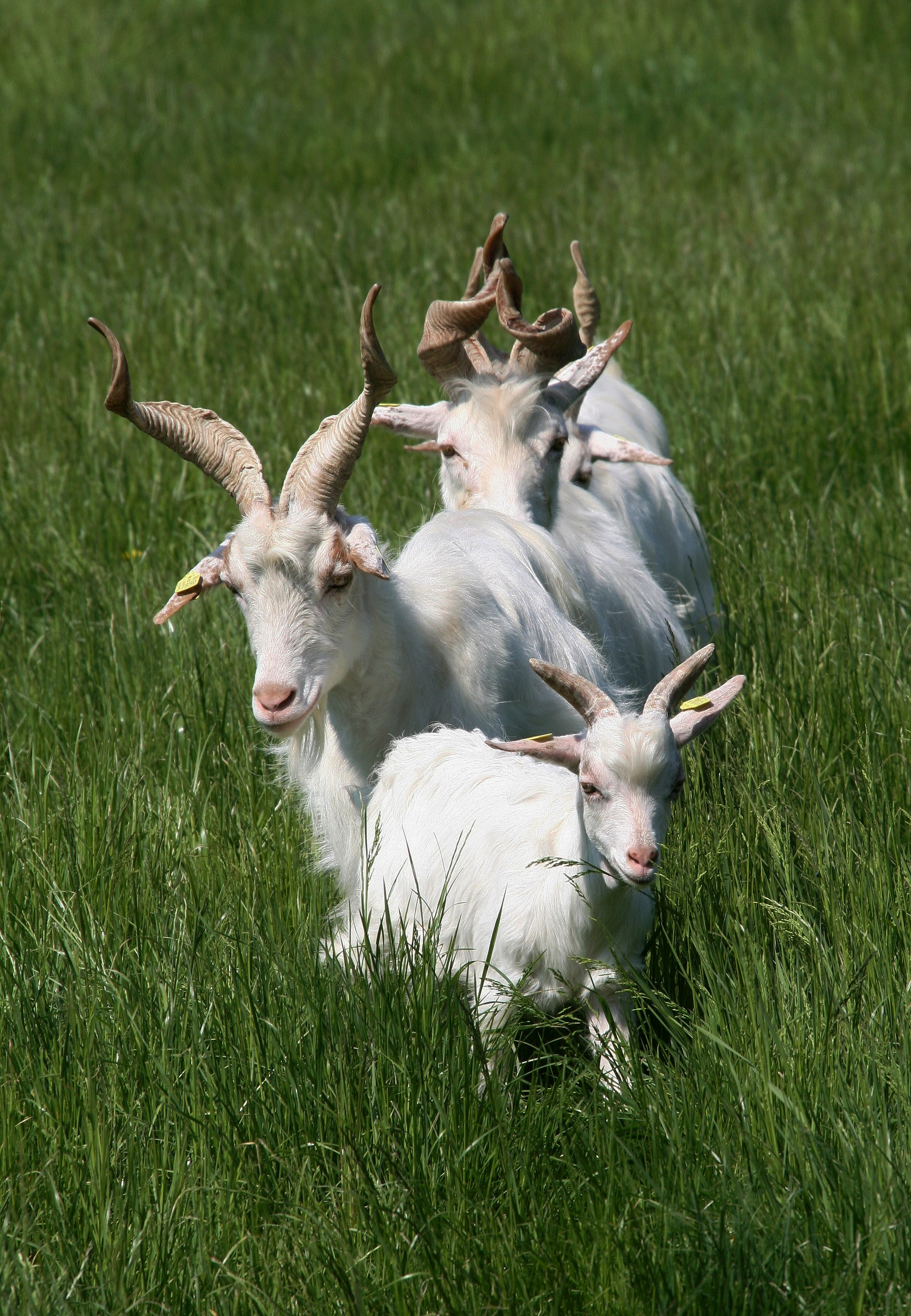
Козы

Домашние животные произошли от диких животных, живущих на воле. Многих диких животных можно приручить, особенно в молодом возрасте, и даже держать дома. Иногда бывает, что дикие животные легко приручаются, но с трудом размножаются в условиях неволи. Но если приручённые животные и размножаются, то их потомство снова нужно приручать.
В отличие от диких животных, приручённых или содержащихся в неволе, домашние животные, как правило, легко размножаются. В том случае, когда такое лёгкое размножение желательно, о плодовитости говорят как о положительном качестве. Потомство домашних животных не нужно приручать — характерные черты, делающие животное домашним, закреплены в генах и передаются по наследству. Этот генетический набор сложился в процессе селекции, которую люди проводили в течение столетий.
Число видов домашних животных — сравнительно небольшое относительно общего числа видов в животном мире. Так, в мире насчитывается более двух тысяч видов млекопитающих, а видов домашних животных всего около 40. Если из списка домашних животных убрать такие организмы, как представители насекомых (пчела, кошениль, два—три вида шелкопряда) и две породы рыб (золотая рыбка и карп, подробнее в разделе аквариумистика), то видов «настоящих» домашних животных останется лишь 27.

## Биологическая классификация
Все домашние животные входят в общую биологическую классификацию наряду со своими дикими родственниками:
- Домашний скот, как правило, относится к классу млекопитающих, отряду парнокопытных и подотряду жвачных. В полном смысле домашним скотом, то есть животными, существование которых принципиально зависит от человека и без которых, в свою очередь, и человеку трудно обойтись, не более 7-8 видов. Эти виды сыграли историческое значение в развитии культуры. К ним относятся корова (или крупный рогатый скот), овца, коза (мелкий рогатый скот), буйвол, дромедар, бактриан, лама, альпака и северный олень. В Азии функции быка выполняют бантенг и гаял, а в Тибете — як. Из нежвачных парнокопытных к домашнему скоту относится свинья. Непарнокопытный скот — домашняя лошадь, пони, осёл и мул.
- Собака, кошка, фретка — хищные (Carnivora).
- Кролик — зайцеобразное (Lagomorpha).
- Морская свинка, мышь, декоративная крыса — грызуны (Rodentia).

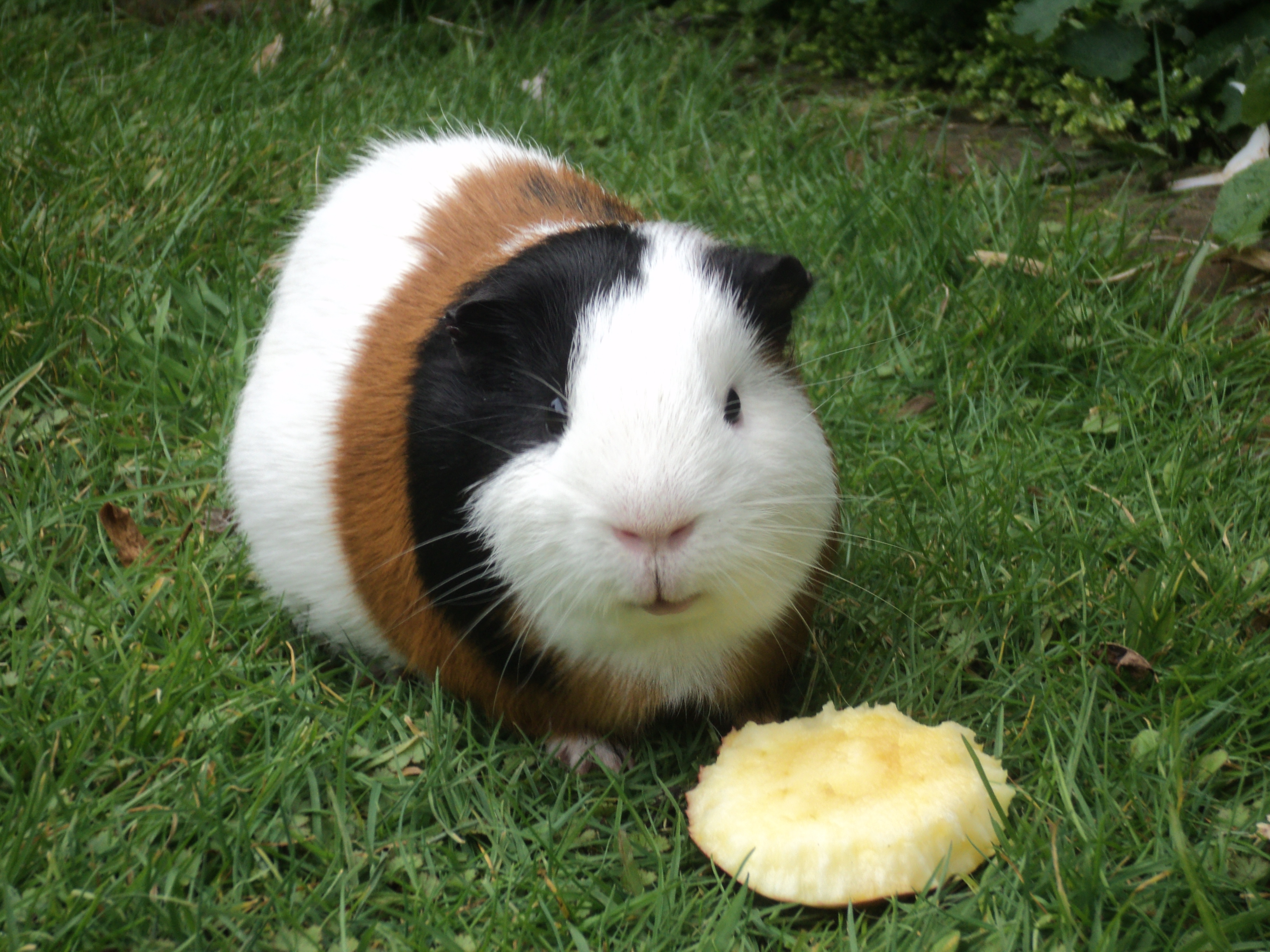
Морская свинка

Домашние птицы классифицируются следующим образом:
- отряд курообразных (Galliformes) — курица, индейка, японский перепел, цесарка, фазан и павлин,
- отряд гусеобразных (Anseriformes) — лебедь-шипун, гусь, утка и мускусная утка,
- отряд голубеобразных (Columbiformes) — голубь сизый и смеющаяся горлица,
- отряд воробьинообразных (Passeriformes) — канарейка,
- отряд попугаеобразных (Psittaciformes) — волнистый попугайчик.

Есть также и не полностью одомашненные виды: северный олень, многие попугаи. С XIX века в Африке, а затем в Азии, Европе и Северной Америке разводят одомашненных страусов, которые относятся к отряду страусообразных (Struthioniformes). Тогда же в Америке начали разводить крокодилов ради мяса и кожи.

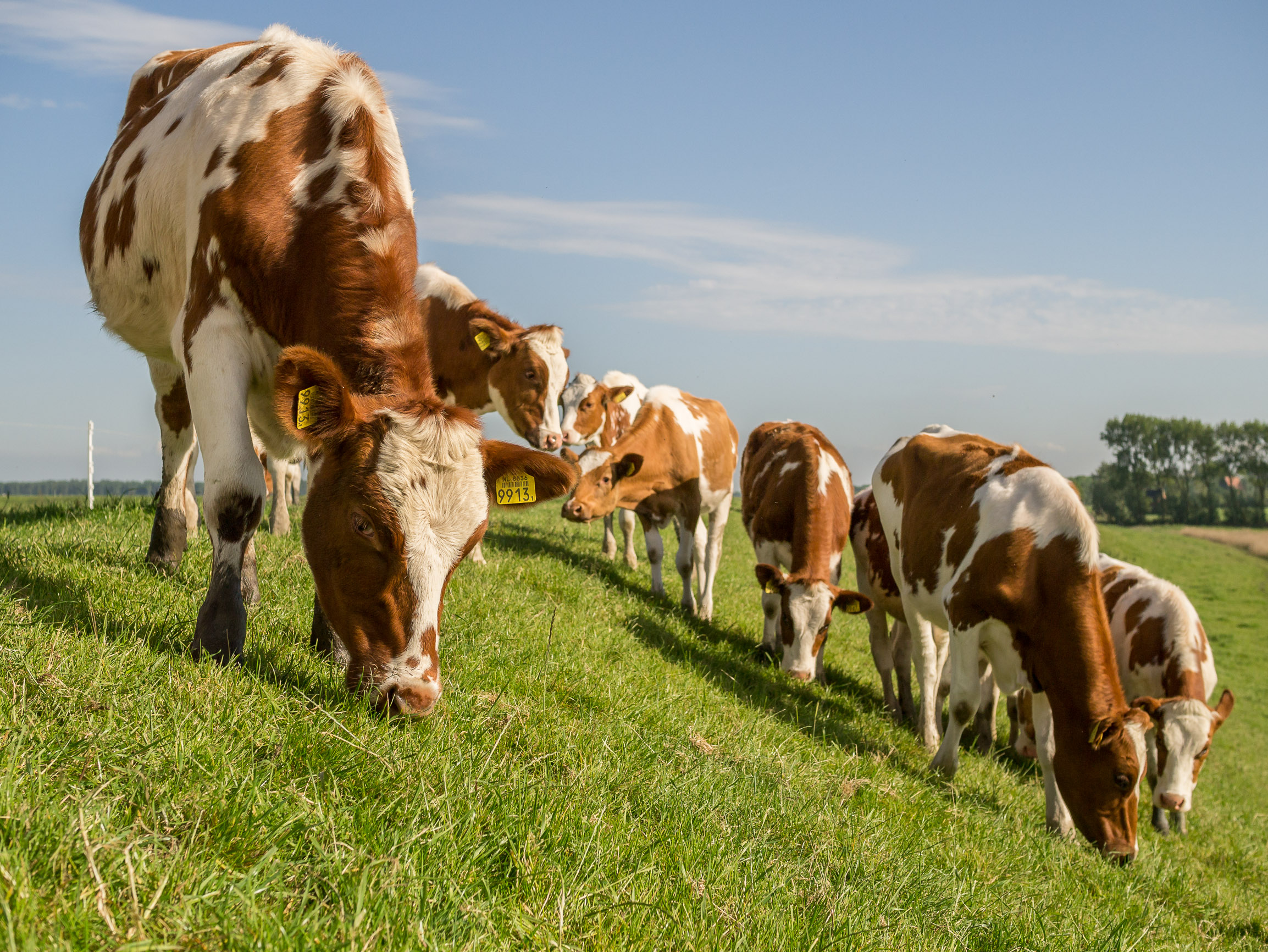
Коровы на пастбище

## Сельскохозяйственные животные
Не все из перечисленных здесь животных одомашнены в равной мере. Наиболее одомашнены сельскохозяйственные животные. Они обладают высоко развитой способностью приспосабливаться (при содействии человека) к самым разным внешним условиям. Например, они могут выносить сильный холод и жару и питаться кормами, не только даваемыми самой природой, но и приготовляемыми искусственно. Такими свойствами обладают корова, овца, лошадь и свинья, и поэтому они распространены в хозяйстве. Но есть и такие, которые, как например буйвол, верблюд, северный олень, лама и альпака (пако), живут только в определённых местностях — в очень холодных, или в жарких полосах Азии и Африки или на высоких горах Перу.
Домашние животные приносят большую пользу человеку: являются источником продовольствия (молочные продукты, мясо, жир, яйца), сырья для изготовления одежды, обуви, перевозят тяжести и помогают выполнять земледельческие работы, а также охранные, связные и другие задачи (собаки, кошки, некоторые птицы). Насекомые позволяют получить полезные продукты: мёд, сырьё для изготовления шёлка. Микроорганизмы (наравне с грибами и растениями) — существенный ресурс фармацевтической промышленности.
Иногда животных содержат для удовольствия и развлечения: насекомых, рептилий, птиц, млекопитающих.
Сторонники движения за права животных считают, что человек не должен убивать животных, чтобы пользоваться мясом и шкурами. Некоторые вегетарианцы (веганы) помимо мяса также не употребляют в пищу молоко и яйца.

## Селекция
Главной особенностью домашних животных, которой пользуются селекционеры, является разнообразие их качеств. Этим пользуются для выведения разнообразных пород. Благодаря кропотливой селекционной работе, в последние два столетия некоторые исходные животные изменились до неузнаваемости. Примером служат короткорогая корова, лейчестерская и саутсдаунская овца, английский скакун и тяжеловоз и, наконец, йоркширская и беркширская породы свиней. Эти изменения в организме животных и закрепление желаемой наследственности стали возможны в результате долговременной работы, проводимой многими поколениями селекционеров.

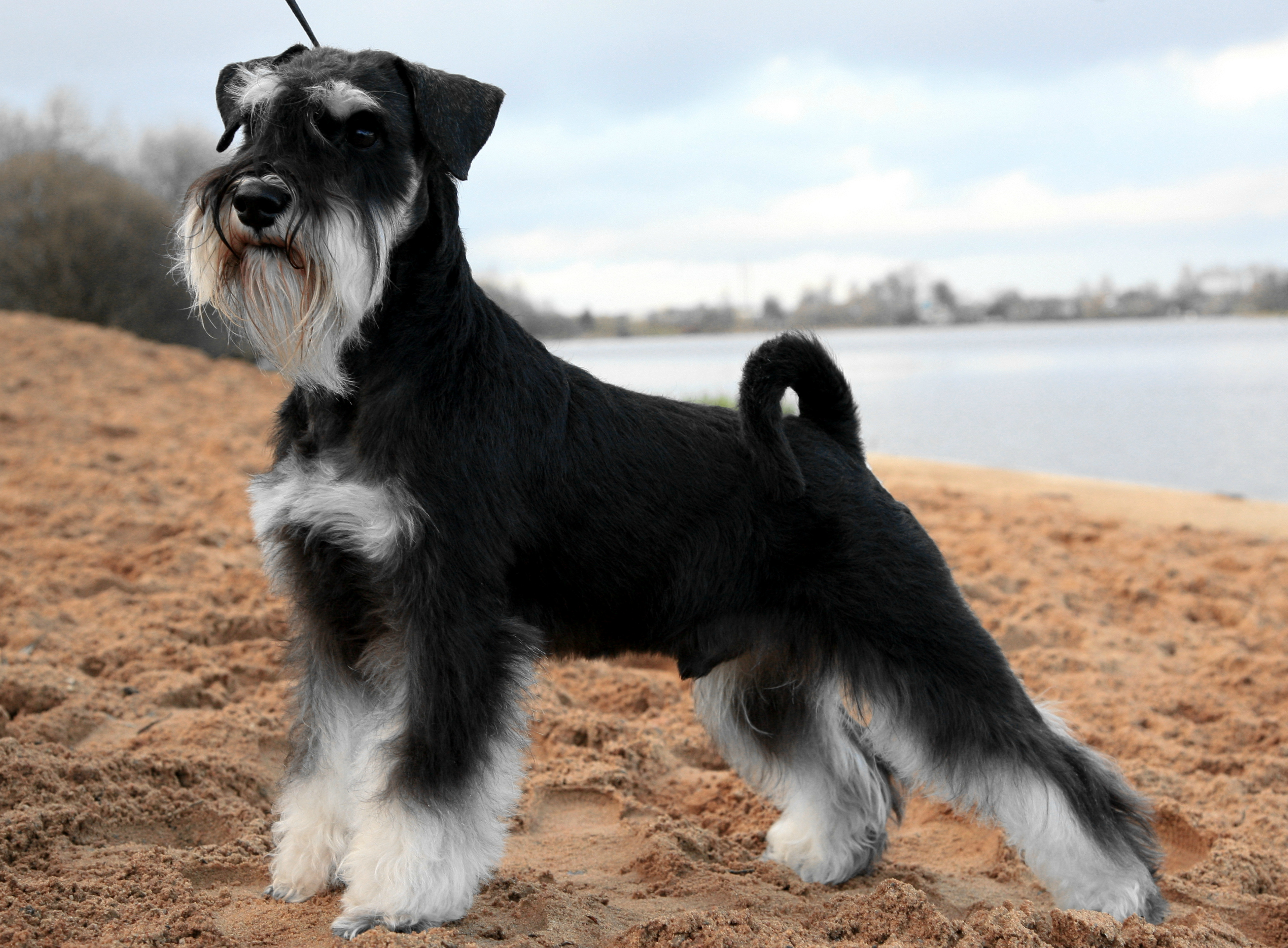
Сторожевая собака

Если взять исходное животное и поставить его рядом с животным выведенным, то результаты селекции часто оказываются просто невероятными. Английский бык достигает массы до 50—70 пудов. Русская крестьянская овца весит 50—60 фунтов, овца саутсдаунской породы раскармливается до 400—600 фунтов, да кроме того даёт 10—15 фунтов высококачественной длинной шерсти. Английские свиньи за один год достигают массы 10—12 пудов (для сравнения, для получения такой массы русскую свинью нужно растить 3—4 года). Об английских скакунах и тяжеловозах и говорить нечего, они давно приобрели всемирную известность.
Интересный пример изменений в свойствах домашних животных в зависимости от потребности человека представляет мериносовая овца. Селекция её шерстяного покрова определялась изменениями в спросе на различные виды шерсти. В течение последних десятилетий овцеводы старались изменить длину, тонину и другие характеристики мериносовой шерсти.
В настоящее время селекционеры стремятся создавать такие породы, которые могли бы быть полезны для нескольких функций. Например, в крупном рогатом скоте пытаются соединить молочность со способностью к откорму, а в овце — производство хорошей шерсти с мясностью.
Труды Бекквеля и братьев Коллинзов показали, что посредством селекции можно достигать желаемых изменений в свойствах домашних животных, и можно только догадываться, есть ли этим изменениям предел.
Дарвин в своём всемирно известном сочинении «О происхождении видов» неоднократно ссылался на достижения скотоводов в выведении новых пород домашнего скота. Вся первая глава книги посвящена изменениям, которым подвергаются животные и растения вследствие их окультуривания.
Побочными результатами селекции и инбридинга являются характерные для данной конкретной породы склонности к наследственным заболеваниям и приобретаемые мутационные особенности затрудняющие и порой укорачивающие жизнь животного.

## История одомашнивания
О том, как и когда началось одомашнивание, мало что известно. Об этом практически нет сведений ни в преданиях, ни в исторических летописях. Полагают, что человек каменного периода уже имел при себе почти всех основных домашних животных. Древнейшие культурные памятки, в том числе и Библия, говорят о коровах, овцах, лошадях и других, как о самых обыкновенных принадлежностях пастушеского и земледельческого промысла народов. Время, когда человек приручил современных домашних животных, остаётся неизвестным, равно как неизвестно и происхождение большинства домашних млекопитающих.
Предполагают однако, что каждое из домашних животных имело диких прародителей. Доказательством этому служат исследования костей, найденных в остатках свайных построек. При анализе раскопок удалось отличить кости домашних животных от костей родственных им диких животных. Таким образом, можно предположить, что в доисторическую эпоху одни и те же животные могли быть и дикими и одомашненными. В настоящее время виды, к которым принадлежат некоторые домашние животные, не встречаются в дикой природе (корова).
Вопрос, кто явился родоначальником некоторых из домашних животных, до сих пор является спорным. Так, некоторые полагают, что русская домашняя овца произошла от муфлона, другие — от аргали, а иные — от северо-африканской дикой овцы (Ovis tragelophus). Родоначальником собаки кто считает волка, кто шакала, а некоторые — оба эти вида (иногда к ним добавляют койота). По современным представлениям собаки целиком произошли от волков.
Дикие представители многих домашних животных вымерли. Так, родоначальником большей части пород крупного рогатого скота считают тура (Bos primigenius). Он жил, как дикий бык, не только в доисторическое, но и в сравнительно недавнее время. В этом удостоверяют сказания славянской народной поэзии, древние русские былины, далее названия разных урочищ, в которых слышится имя тура и, наконец, положительные известия летописей и других памятников древней литературы. Судя по этим памятникам, древний тур хорошо был известен нашим предкам, был животным массивным, с длинными рогами, гнедой масти, отличался громадной силой и быстротой, любил держаться в местностях болотистых в лесистых, как привольных для корма и уединённых. По былинам, границы обитания тура определяются Приднепровьем, землёй Волынскою и пущами литовскими, но народный язык и названия разных урочищ, в которых сохранилось имя тура, расширяет эти границы на восток до верховьев Донца, а на север до Ладоги (где есть Турова пустынь), Грязовца и Галича. Из прямых свидетельств о туре особенно замечательно описание его, данное известным Герберштейном, приезжавшим в Россию в XVI веке. Чтобы не смешивали тура с живущим и доселе зубром, Герберштейн в своих записках («Rerum Moscoviticarum commentarii») приложил рисунки того и другого животного.

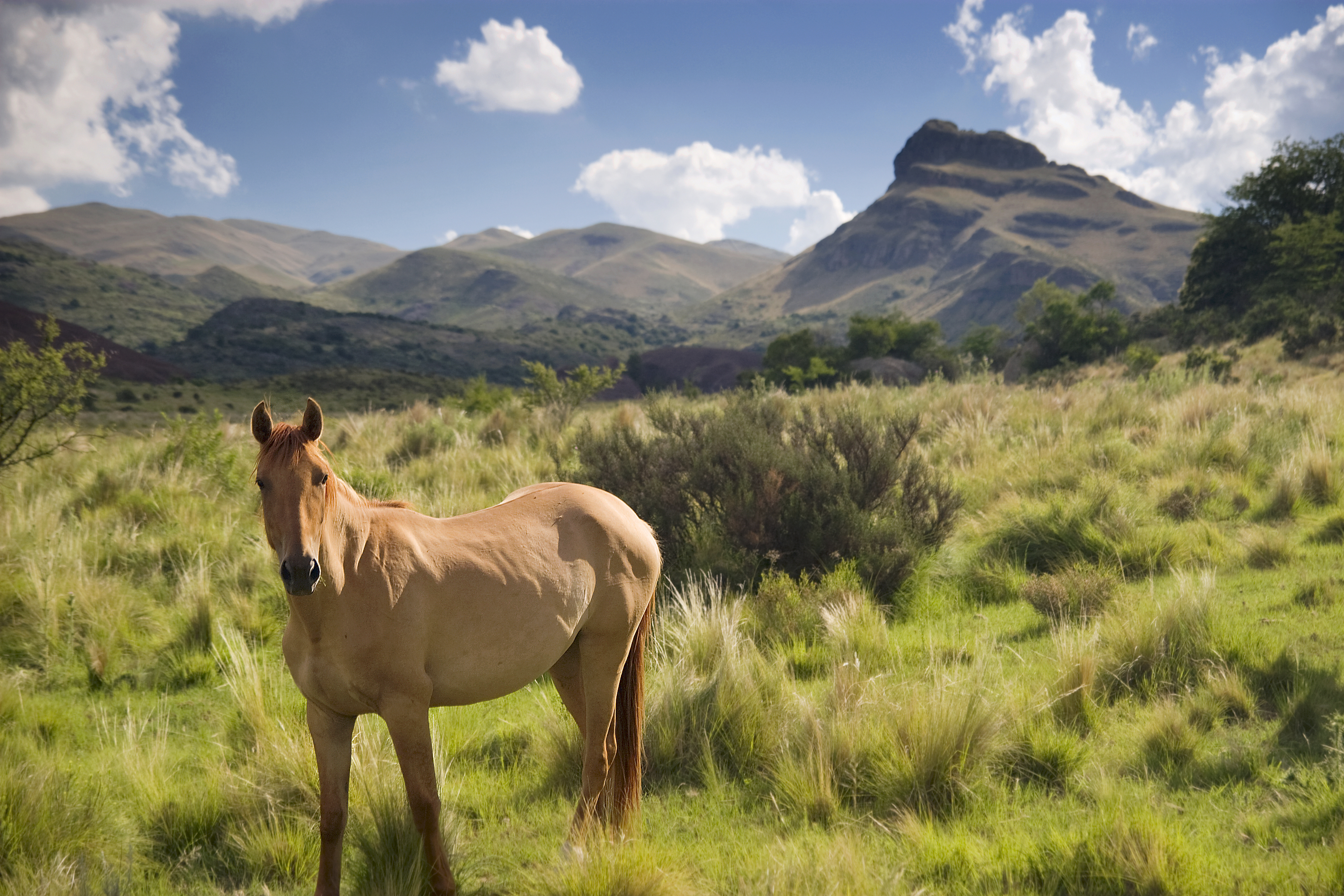
Вторично одичавшая лошадь

Таким образом, относительно происхождения домашнего быка вопрос был бы ясен, если бы не было известно, что некоторые из домашних животных легко превращаются в диких. В Америке до её открытия не было ни одного из домашних животных Старого света. Не было ни лошадей, ни коров, ни свиней, ни овец, ни коз. Все эти наши исконные домашние виды животных завезены в Америку европейцами и все они нашли такую благоприятную для себя почву, что скоро размножились до излишества. Численность их стала превышать потребности народонаселения. При таких условиях, естественно, некоторые животные оставались без присмотра, стали отставать от стад, бродить по лесам и постепенно дичать. Таким путём в Америке начали набираться целые стада одичалых быков и лошадей. Натузиус говорит, что у него были случаи одичания свиней и спаривания их с дикими кабанами.
Что было с нашими домашними животными в Америке и что отчасти бывает и в Европе, тоже повторяется в редко населённых местностях Австралии, где одичалый рогатый скот и лошади даже небезопасны для людей. В лёгкости одичания домашних животных некоторые видят как бы доказательство их происхождения от диких видов. Потому будто так легко и дичают некоторые из домашних животных, что их природе более соответствует состояние дикое, чем домашнее, искусственное, из которого они как бы и стремятся выйти. Если бы одомашненность была природным свойством некоторых животных, то таким нелегко было бы обходиться без помощи человека и перевод одновидовых диких животных в домашнее состояние не представлял бы большого труда. Как бы то ни было, но вопрос о происхождении наших домашних животных, этих ближайших слуг и друзей человека, следует считать открытым, так как он, по справедливому замечанию Натузиуса, лежит вне наблюдений и опыта.
Что касается домашних любимцев, то есть животных, проживающих в одном жилище с человеком, то раньше всех эту роль стали исполнять собаки. В Древнем Риме и раннесредневековой Европе распространённым домашним животным была ласка, поскольку она охотилась на домовых грызунов. Однако в связи с плохой приручаемостью ласки в качестве охотника на домовых вредителей её вытеснили генеты (на непродолжительное время в средние века) и кошки, которые остаются распространёнными домашними любимцами и в наше время, когда необходимость в уничтожении грызунов уже отпала.

## Бездомные животные

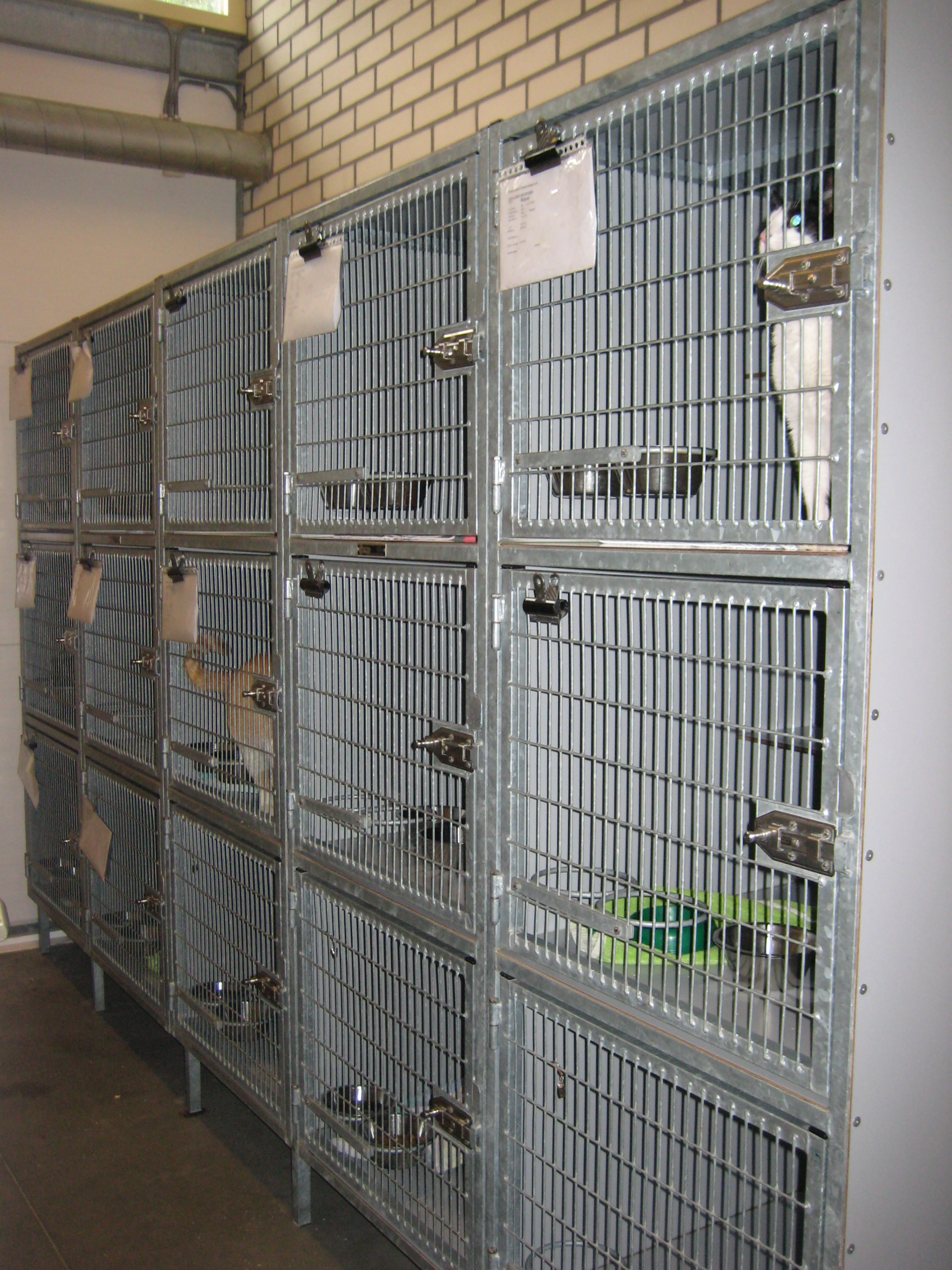
Отделение карантина в приюте для животных

Бездомные животные являются домашними не по отношению к отдельному человеку или семье, а по отношению к человеческому обществу. Термин близок к понятию «безнадзорные животные», к которым относят всех домашних и приручённых животных, выбывших из-под контроля человека, даже временно (в том числе потерявшихся или свободно гуляющих). С другой стороны, бездомные животные могут полностью или частично контролироваться человеком (см. Опекун бездомных животных). К бездомным животным не относят дикие виды кошек и собак (собаки-динго).
Что касается видовой принадлежности, то среди бездомных животных преобладают собаки и кошки.